# ルフヌ島

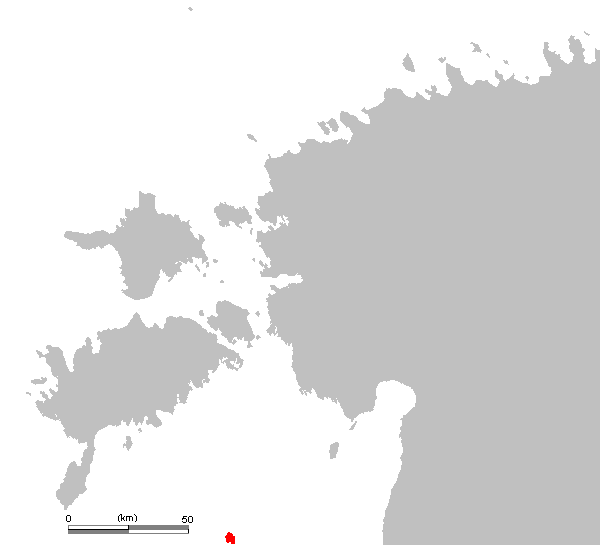
ルフヌ島の位置

ルフヌ島 （-るふぬとう、エストニア語:Ruhnu、スウェーデン語:Runö）は、エストニアの島。リガ湾に浮かぶ小島で、行政上はサーレ県に属する。島の人口は100人足らずで、地理的にはラトビアが最も近いが、民族的にはエストニア人である。1944年以前は、数世紀にわたって島の住民は民族的スウェーデン人が占め、伝統的にスウェーデンの法律が適用されていた。

## 歴史
ルフヌにおける最古の人間の活動を物語る考古学的人工物は、紀元前5000年前にさかのぼる、アザラシ猟に関係したものである。ルフヌへの古スカンディナヴィア人の最初の到来、およびスウェーデン語話者の半永久的な定住地の始まりがいつか知られていない。リガ湾を囲む土地で暮らしていた全ての民族がキリスト教に改宗し、ドイツ騎士団に従属した時、13世紀初頭の北方十字軍より前の出来事ではないだろう。ルフヌ島及びそこで暮らすスウェーデン人について初めて書き記されたのは、1341年に書かれた、クールラント司教による書簡においてである。そこでは、スウェーデンの法律に従って自らの資産を管理し、生活する島民の権利を確認している。
18世紀初頭までルフヌはスウェーデン王国領であり、その後第一次世界大戦までロシア帝国領となった。1915年から1918年までドイツ帝国に占領された。戦後、一部の地元民がスウェーデンとの統合を求めたり、ラトビアがルフヌ併合を求めたにもかかわらず、島民は1919年に誕生したエストニア共和国領になることを望んだ。1934年の国勢調査によると、ルフヌの人口は282人で、277人が民族的スウェーデン人、わずか5人がエストニア人であった。
第二次世界大戦中のルフヌは、エストニア本土と同様に、1940年から1941年までソビエト連邦に占領され、1944年までナチス・ドイツ支配下にあった。1943年11月、約75人の島民からなる集団が、初めてスウェーデンへ移住した。2度目のソビエトによる占領が始まる直前の1944年8月、島に残っていた住民が、スウェーデンへ亡命した。島に残ったスウェーデン人はわずか2世帯だった。
1944年以後のソビエト再占領時代に、本土からエストニア人が移住した。また、ルフヌは小さなソビエト軍守備隊基地にもなった。住民の人数が400人を超えたことはなかった。1970年代に嵐が島を襲うと、多くの人々が島を出ていった。

## 今日のルフヌ
1991年にエストニアが再独立を果たした後、ルフヌ島にある建物、土地及び、所有権が認められる財産は、ソビエト占領以前の島民やその子孫へ返還された。ルフヌ島の場合、これらの元島民はほとんどがスウェーデン在住であった。彼らの多くがルフヌ島へ戻らなかった一方で、彼らは時々祖先の土地を訪問している。
ルフヌ島へ渡るのに、フェリー同様毎週パルヌから航空便があり、冬期にはクレサーレ（夏期は週2度）からある。
島には灯台が設置されており、1つは島の最高地点、ハウブジェレ丘の上にある。この灯台はフランスの部品で組み立てられ、1877年にルフヌへ船便で送られた。構造はギュスターヴ・エッフェルの設計である。
1644年に建てられたルフヌの木造教会は、エストニア最古の木造教会の1つである。教会のバロック様式の塔は、1755年に完成した。木造教会の隣に立つ石造のルーテル教会派教会は1912年に建てられ、現在聖務が行われている。
ルフヌ島では、ルフヌ種と呼ばれる原産のヒツジが飼育されており、主に羊毛用である。

## 参照
1. ↑  “Ruhnu rumpus: How the tiny Baltic island came under Estonian control” (英語). eng.lsm.lv (2018年5月25日). 2022年10月5日閲覧。
2. ↑  North Shed: Origin and diversity of North European sheep breeds